# 네팔인
네팔인(Nepalis)은 네팔 국법의 통제를 받는 네팔의 시민이다. 네팔은 인도, 카슈미르, 중앙아시아, 티베트의 이주민들의 후손인, 국가 기원이 다른 수많은 사람들의 고향이다.
네팔의 상당수가 힌두교 신자이며 이슬람과 기독교는 소수이다. 카트만두 계곡은 네팔의 작은 부분을 구성하지만 네팔 사람의 약 37%를 차지할 정도로 촘촘히 밀집되어 있다.

## 네팔족
2011년 기준으로 다음을 포함한 125가지 네팔족이 식별된다.
- 체트리족
- 바훈족
- 마가르족
- 타루족
- 타망족
- 네와르족
- 카미족
- 네팔 무슬림족
- 야다브
- 라이족
- 구룽족
- 셰르파
- 타쿠리족
- 림부족
- 사르키족
- 텔리족
- 차마르족
- 쿠시와하족
- 무사하르족
- 쿠르미족
- 사냐시족
- 다누크족
- 두사드족
- 욜모족
- 라우테족
- 누랑족
- 쿠순다족

## 같이 보기
- 네팔의 인구